# Cozido de grão

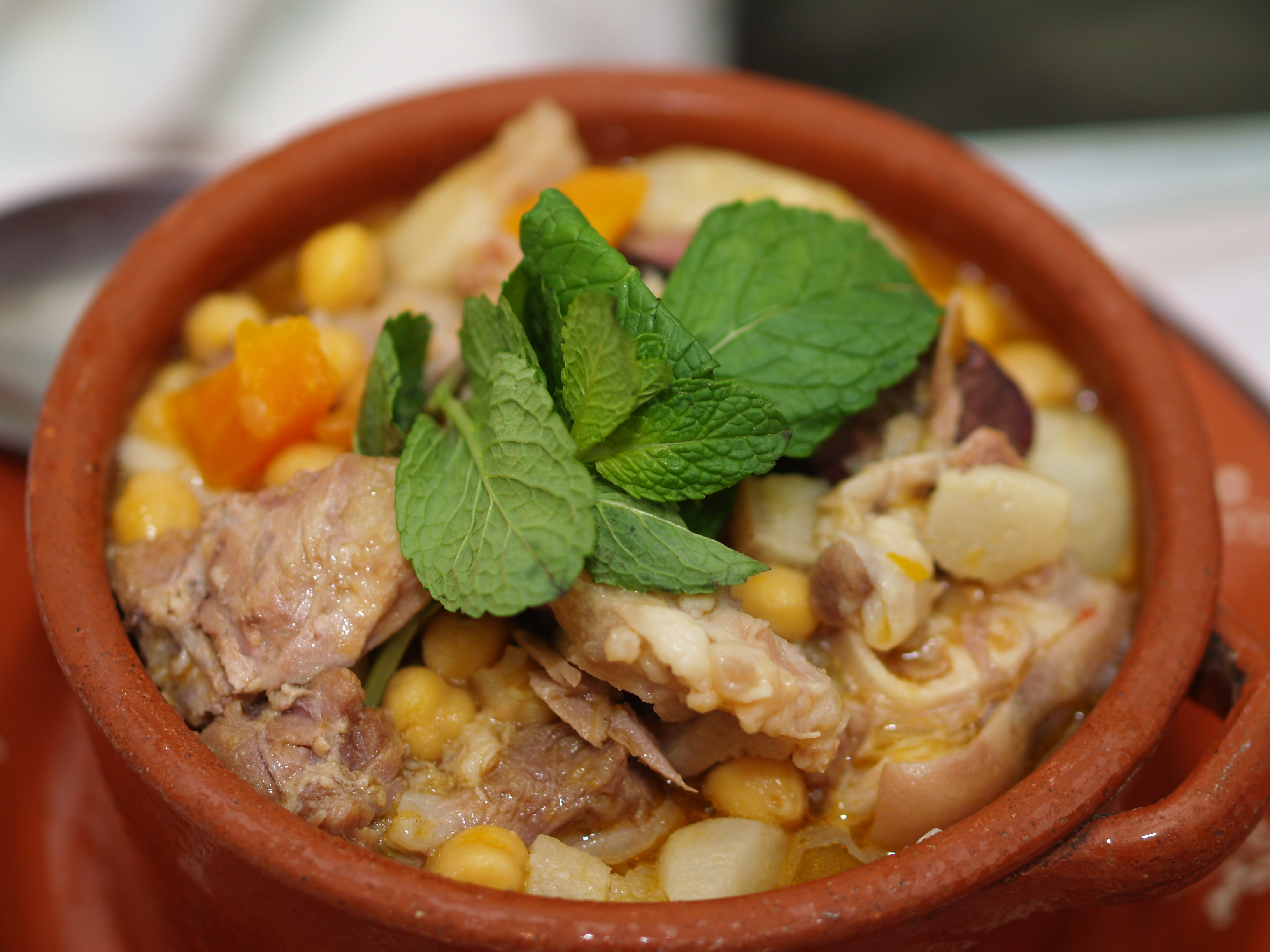
Cozido de grão em Beja.

Cozido de grão é um prato tradicional da culinária de Portugal. É preparado com grão-de-bico, diversos legumes e  vários tipos de carne, que variam de região para região. Existem variações deste prato nas regiões do Alentejo e do Algarve.
As variantes da região do Alentejo podem ser preparadas com carne de borrego ou de porco e enchidos, no que diz respeito às carnes, e batata, cenoura, feijão verde, abóbora, nabo e cebola, no que diz respeito aos vegetais, para além do próprio grão. Podem ainda incluir pão.
Nas variantes algarvias e em particular na de Portimão, é possível encontrar carne borrego ou de bovino e toucinho de porco, no que diz respeito às carnes, e batata, arroz, feijão verde e abóbora, no que diz respeito aos vegetais, para além do próprio grão.
Comum a todas as variantes é o tempero com hortelã, que confere ao prato um paladar característico. Pode ser servido numa panela de barro ou num tarro, constituindo este uma panela de cortiça típica do Alentejo.